# Oligoneuria anomala
Oligoneuria anomala är en dagsländeart som beskrevs av Francois Jules Pictet de la Rive 1843. Oligoneuria anomala ingår i släktet Oligoneuria och familjen Oligoneuriidae. Inga underarter finns listade i Catalogue of Life.